# Forges de Lanouée
Forges de Lanouée ist eine französische Gemeinde mit 2.190 Einwohnern (Stand: 1. Januar 2022) im Département Morbihan in der Region Bretagne. Sie gehört zum Arrondissement Pontivy und zum Kanton Ploërmel.
Sie entstand als Commune nouvelle mit Wirkung vom 1. Januar 2019 durch die Zusammenlegung der bisherigen Gemeinden Les Forges und Lanouée, die in der neuen Gemeinde den Status einer Commune déléguée haben. Der Verwaltungssitz befindet sich im Ort Lanouée.

## Gliederung
| Ortsteil                  | ehemaliger INSEE-Code | Fläche (km²) | Einwohnerzahl zum 1. Januar 2022 |
| ------------------------- | --------------------- | ------------ | -------------------------------- |
| Lanouée (Verwaltungssitz) | 56102                 | 43,76        | 1.756                            |
| Les Forges                | 56059                 | 52,53        | .0434                            |

## Geographie
Die Gemeinde liegt rund 18 Kilometer nordwestlich von Ploërmel. An der südwestlichen Gemeindegrenze verläuft der Fluss Oust mit dem hier parallel verlaufenden Canal de Nantes à Brest. An der westlichen Grenze verläuft der Fluss Lié, der in den Oust mündet. Ganz im Süden tangiert die autobahnähnlich ausgebaute Route Nationale N24 auf einer kurzen Strecke das Gebiet.
Nachbargemeinden sind
- Plumieux im Norden,
- La Trinité-Porhoët (Berührungspunkt) im Nordosten,
- Mohon, Saint-Malo-des-Trois-Fontaines und La Grée-Saint-Laurent im Osten,
- La Croix-Helléan und Josselin im Südosten,
- Guégon im Süden,
- Pleugriffet und Bréhan im Westen.